# Souleymane Camara
Souleymane Camara (22 de desembre, 1982) és un futbolista senegalès ja retirat.
Ha destacat a diversos clubs francesos com l'AS Monaco, l'OGC Nice o el Montpeller.
Fou internacional amb Senegal i disputà la Copa del Món de 2002. També disputà les Copes d'Àfrica dels anys 2002 i 2006.

## Palmarès
- Lliga francesa de futbol: campió 2012 (Montpellier Hérault Sport Club).